# トウキョウトガリネズミ
トウキョウトガリネズミ（東京尖鼠、学名：Sorex minutissimus hawkeri）は、真無盲腸目トガリネズミ科トガリネズミ属に属する小型のトガリネズミの1亜種である。世界最小の哺乳類の1つとされている。ユーラシア大陸北部に広く分布するチビトガリネズミの亜種である。
なお、“トウキョウ”という和名であるものの、日本では北海道にのみ分布し、東京都には生息していない（後述「#和名の由来」参照）。

## 分布
北海道のサロベツ原野、幌延町や猿払村、東部の浜中町の火散布沼、標茶町の虹別、標津町、釧路町の入境学、白糠町、根室市、鹿追町、三笠市などで生息確認されている。

## 形態
頭胴長45-49mm、尾長約27-31mm、体重約1.5-1.8gである。体毛は、背面が暗褐色で、腹面が銀灰色になる。体毛の長さは、背中側で約3mmである。

## 生態
ササや低木がまばらに生える草原や湿原周辺の草地などに生息する。体が小さいため、約30分おきに採食と休息を繰り返す。コオロギなどの昆虫類を食べる。多摩動物公園の展示飼育においても、昆虫類が与えられている。生息数が少ないため、生態についての情報が少ないのが現状である。哺乳類には珍しく毒を持っており、狩りに利用する。この毒は獲物の神経を麻痺させる。

## 和名の由来
もともとは北海道の胆振管内鵡川町（現：勇払郡むかわ町）周辺で新種として1903年に発見されたが、発見者であるイギリス人のホーカー（R.M. Hawker）が標本ラベルにYezo（蝦夷）と書くべきところを誤ってYedo（江戸）と表記してしまったのが、和名の由来となっている。
この他、標本採集地であった鵡川を記した「Mukawa」の筆記体を「Inukawa（犬川）」と錯誤し、上述のYezoをYedoと読み違えたことと併せて「江戸の犬川で採取された」と誤解されたものとする説もある。

## 保全状況評価
- 絶滅危惧II類 (VU)（環境省レッドリスト）[1]

- 北海道版レッドリスト　絶滅危急種

## 日本国内での飼育展示・パートナーシップ協定
- 霧多布湿原センター（1匹）
- 多摩動物公園（6匹）
- 野生生物総合研究所（札幌市）[6]と多摩動物公園の共同研究で、1999年より北海道嶮暮帰島（けんぼっきとう）で動植物相調査を行うなかで、本種の採食及び繁殖行動などの生態解明の目的で多摩動物公園において展示飼育を始める事となり、2005年7月25日に多摩動物公園に来園した。
- トウキョウトガリネズミの生息地のひとつである釧路管内浜中町[7][8]と展示飼育する多摩動物公園とで自然と野生動植物を守る「パートナーシップ協定」を締結している[9]。動物園側が浜中町の事業紹介や特別展などの園内開催に協力し、浜中町側は動物採集など同園の事業に協力するという共同研究・共同事業の相互協力を行っている。